# Élève libre (film)
Pour plus de détails, voir Fiche technique et Distribution.
Élève libre est un film franco-belge réalisé par Joachim Lafosse en 2008.

## Synopsis
Âgé de seize ans, Jonas se trouve face à un nouvel échec scolaire et pour s'en sortir, il décide de tout miser sur le tennis. Mais là encore, alors qu'il se trouve aux portes de la sélection nationale, il échoue. Pierre, un trentenaire mystérieux, est touché par sa situation et choisit de le prendre en charge. Cependant, il est incapable de fixer les limites de cette relation et l'éducation finit par dépasser le cadre scolaire…

## Fiche technique
- Titre original : Élève libre
- Titre international : Private Lessons
- Réalisation : Joachim Lafosse
- Scénario : Joachim Lafosse et François Pirot
- Pays :  France et  Belgique
- Décors : Anna Falguères
- Costumes : Anne-Catherine Kunz
- Photo : Hichame Alaouie
- Montage : Sophie Vercruysse
- Langue de tournage : français
- Durée : 105 minutes
- Dates de sortie :
  - France : 19 mai 2008 (Festival de Cannes - Quinzaine des réalisateurs) ; 4 février 2009 (sortie nationale)
  - Belgique : 21 janvier 2009

## Distribution
- Jonas Bloquet : Jonas
- Jonathan Zaccaï : Pierre, le trentenaire qui prend Jonas en charge
- Yannick Renier : Didier, un ami de Pierre
- Claire Bodson : Nathalie, la compagne de Didier
- Pauline Étienne : Delphine, la petite amie de Jonas
- Anne Coesens : Pascale, la mère de Jonas
- Johan Leysen : Serge, le père de Jonas
- Thomas Coumans : Thomas, le frère de Jonas
- Bernard Michel : Bernard
- Muriel Hérault : la titulaire de classe
- Luc Van Grunderbeeck : l'examinateur de math

## Distinctions

### Récompenses
- 2011 : Meilleur acteur aux Magritte du cinéma pour Jonathan Zaccaï
- 2011 : Meilleur espoir féminin aux Magritte du cinéma pour Pauline Étienne

### Nominations
- 2011 : Meilleur réalisateur aux Magritte du cinéma pour Joachim Lafosse
- 2011 : Meilleur scénario original ou adaptation aux Magritte du cinéma pour Joachim Lafosse
- 2011 : Meilleur acteur dans un second rôle aux Magritte du cinéma pour Yannick Renier
- 2011 : Meilleure actrice dans un second rôle aux Magritte du cinéma pour Claire Bodson
- 2011 : Meilleur espoir masculin aux Magritte du cinéma pour Jonas Bloquet